# Átoktüske
Az átoktüske más néven baracsi bogáncs, avagy átoktüsök, tüskefű, tüsökfű (Cenchrus spinifex) a perjefélék családjába tartozó növényfaj.

## Származása, elterjedése
Magyarországon főleg a Duna–Tisza-köze homokos területei fertőzöttek, de előfordul a Bakonyban is.

## Megjelenése, felépítése
Bokros fű. Heverő szára a szárcsomóknál legyökerezik. A szár kopasz, csak a füzérkéin szőrös. A szárvégek 20–50 cm magasra felállnak.
A  kelő növény sziklevelei begöngyöltek. Lomblevelei kopaszak, csak a szélük gyengén szőrös. A levélhüvely széle szőrös. Levélfülecskéje nincs. A levélnyelvecskét egy apró (0,5–1,5–mm) szőrökből álló „koszorú” helyettesíti.
A gömbölyded virágfüzérkék apró kocsányokon, szaggatottan ülnek az ide-oda hajló füzértengelyen. A szemtermést körülvevő 5-8 mm hosszú pelyvák szőrösek és bőrszerűek; a termést 4 mm-es, erős tüskék borítják.
Terméscsomói erősen tüskések.

## Életmódja, termőhelye
Egyéves gyomnövény, amely főleg mészkedvelő homokpusztai gyepekben, száraz területeken, kapás növények kultúráiban fordul elő. Elszaporodva a többi gyomnövényt kiszoríthatja.
Nyár közepétől őszig virágzik. Magvai késő tavasszal, a felmelegedett talajban kezdenek csírázni.
A tüskés termések beleragadnak az ember bőrébe, ruházatába, a háziállatok szőrébe stb., így biztosítva a növény terjedését.

### Védekezés
Nyírással, magkötésének megakadályozásával vagy perzselő hatású gyomirtó szerekkel védekezhetünk ellene. A gyep öntözésével, tápanyag-utánpótlásával  fokozatosan eltüntethető.